# Rugård (Veflinge Sogn)
 For alternative betydninger, se Rugård. (Se også artikler, som begynder med Rugård)
Rugård er en gammel kongsgård, som nævnes første gang i 1472. Rugaard ligger i Veflinge Sogn, Skovby Herred, Nordfyns Kommune. Hovedbygningen er opført i 1874 ved Knud Borring. Mørkenborg Kro hørt til Rugård Gods fra 1771 til 2004.
Rugård Gods er på 282 hektar.
Jens Steen Sehested boede her fra 1696 til sin død i 1697 eller 1698.

## Ejere af Rugård
- (1398-1665) Kronen
- (1665-1689) Jørgen Kaas
- (1689-1706) Wilhelm Frederik von Wedell
- (1706-1708) Hannibal von Wedell
- (1708-1715) Anne Cathrine Banner gift von Wedell
- (1715-1718) Otto Raben
- (1718-1764) Kronen
- (1764-1767) Carl Juel
- (1767-1769) Peder Bech / Nicolaj Duus
- (1769-1770) Jørgen Juel
- (1770-1773) Nicolaj Duus
- (1773-1781) Henning Ulrich Neess
- (1781-1784) Simon Andersen Amager / Erik Jørgensen Paddesø
- (1784-1842) Simon Andersen Amager
- (1842-1843) Bent Simonsen Amager
- (1843-1889) Christian H. R. Simonsen Amager
- (1889-1890) Enkefru Simonsen Amager
- (1890-1891) Lagoni
- (1891-1906) Otto Lindegaard
- (1906-1909) Ulrich greve Scheel
- (1909-1916) Lars Simon Andersen
- (1916-1940) Holger Erhard Stenbjørn
- (1940-1957) Kresten greve Scheel
- (1957-1997) Noria A/S v/a Familien Norstrand
- (1997-2003) Noria Nordisk Interesse ApS Rugaard v/a Familien Norstrand
- (2003-) Charlotte Norstrand Gyrst

55°26′41″N 10°7′21″Ø / 55.44472°N 10.12250°Ø